# Etan (Bibel)

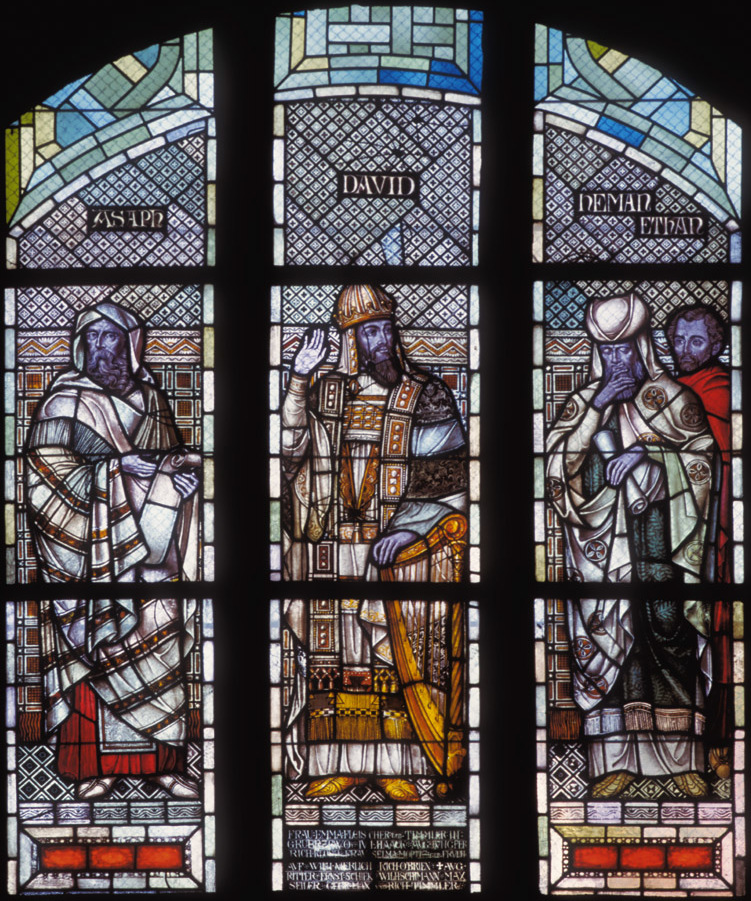
Ethan (ganz rechts, in rotem Gewand) dargestellt in Buntglas in der Liebfrauenkirche zu Liegnitz

Etan ist der Name mehrerer Gestalten in der hebräischen Bibel.

## Name
Der Name Etan, hebräisch אֵיתָן ʾēṯān, Eytan oder Eitan, leitet sich vom Adjektiv אֵיתָן ʾēṯān „ständig fließend“, „fest“, „dauerhaft“ ab, das seinerseits auf die Wurzel יתן jṯn „fortdauernd, fest“ zurückgeht.
In der Septuaginta wird der Name mit Αιθαν Aithan wiedergegeben, 1 Kön 5,11  schreibt Γαιθαν Gaithan. Die Vulgata gibt den Namen mit Ethan wieder.

## Biblischer Bericht
Darüber, wie viele verschiedene biblische Gestalten namens Etan existieren, herrscht Uneinigkeit. Während der Gesenius zwei verschiedene Namensträger nennt, unterscheidet Miriam von Nordheim-Diehl drei Namensträger. Möglicherweise wurzeln alle genannten Etans auf 1 Kön 5,11 . Die Sängergruppen der nachexilischen Zeit könnten sich nach den dort genannten Weisen benannt haben, weshalb die Verfasser der Chroniken sie in die jeweiligen Stammbäume integrierten. Dieser Theorie wird von anderer Seite widersprochen.

### Etan, der Esrachiter
1 Kön 5,11  nennt אֵיתָן הָאֶזְרָחִי ʾēṯān hāʾæzrāḥî  gemeinsam mit Heman, Kalkol und Darda genannt und als besonders weise beschrieben.
Die Psalmüberschrift von Psalm 89 ordnet diesen Etan, dem Esrachiter zu. Dieser Psalm wird in Ps 89,1  als מַשְׂכִּיל maśkîl bezeichnet. Dabei handelt es sich um einen unklaren Terminus Technicus, der vermutlich „Kunstlied“, „Lehrgedicht“ „Wechselgesang“ bedeutet. Steckt hinter der Bezeichnung ein Lehrgedicht, liegt ein weisheitlicher Bezug vor, der durch die Nennung Etans als Weisen verstärkt wird. Es ist davon auszugehen, dass Etan wie auch Heman in seiner Funktion als weiser Mann in die Überschrift aufgenommen wurde, während die chronistische Redaktion sie als Entsprechung zu Asaf in der Rolle führender Tempelsänger sah. Es handelt sich dabei um eine fiktive Autorenschaft.

### Etan, der Sohn des Serach
Der Juda-Stammbaum in 1 Chr 2,6  nennt die gleichen Personen wie 1 Kön 5,11 , liest jedoch Dara, hebräisch דָּרַע dāraʿ, anstelle von Darda, hebräisch דַרְדַּע dārdaʿ. Heman, Kalkol und Darda werden jedoch nicht als Söhne Mahols vorgestellt, sondern ebenso wie Etan als Söhne Serachs. Als weiterer Sohn wird Simri genannt. Vermutlich soll hier der Stammbaum Serachs aufgefüllt werden. Da das Alte Testament an mehreren Stellen auf die fruchtbare Nachkommenschaft von Serachs Bruder Perez verweist, liegt hier wohl ein Versuch des Chronisten vor, die Genealogie Serachs aus 1 Kön 5,11  zu rekonstruieren. Die durch die Nennung der Weisen ehrwürdig erscheinende Abstammungsreihe scheint Serachs Nachkommenschaft rehabilitieren zu wollen, von der ansonsten nur Achan, der sich gegen JHWH versündigte, genannt wird (Jos 7 ).
Der Gesenius identifiziert diesen Etan mit dem Ersachiter.

### Etan, der Sohn des Kischi/Kuschaja
In der Chronik wird der Levit Etan, der Sohn Kuschajas (1 Chr 15,17 ) auf Merari zurückgeführt. Etan ist hier das Oberhaupt einer Kultsängergilde. Seine Aufgabe bestand darin, durch Gesang und das Spielen von Musikinstrumenten Gott zu loben. Ob es bereits am ersten Tempel Kultsänger gab, wie die Chronik nahelegt, ist fraglich. Die konkrete Zuordnung der Sänger zum Tempelpersonal – Einordnung als Leviten – ist unklar und spiegelt möglicherweise einen Eingliederungsprozess wider. Obwohl ein Wettstrang der Rangordnung unter den Sängern erkennbar ist, kommt Etan keine wichtige Rolle zu.
Da bis 1 Chr 15,16  Etan und ab 1 Chr 16,38  Jedutun als Sänger genannt werden und beide nie gemeinsam genannt werden, werden beide oft miteinander gleichgesetzt.
Der Gesenius identifiziert diesen Etan mit dem Esrachiter.

### Etan, der Levit
Den in 1 Chr 6,27  genannten Leviten und Sohn Kischis identifiziert Japhet und mit ihr von Nordheim-Diehl mit dem oben genannten Sohn Kuschajas. Dabei gehen sie davon aus, dass Kischi und Kuschaja Varianten desselben Namens darstellen.
Der Gesenius sieht hier eine eigenständige Person, die einen Vorfahr des Tempelsängers Asaf darstellt.

## Wirkungsgeschichte
Im Neuen Testament wird Etan wie auch die anderen alttestamentlichen Sängergruppen nicht genannt.
In der rabbinischen Literatur finden sich zwei Traditionen zu Etan. Gemeinsam mit den in 1 Chr 2,6  genannten Simri, Heman, Kalkol und Darda habe Etan Anteil an der kommenden Welt. Außerdem wird Etan mit Abraham identifiziert. Der Midrasch Rabba zu Levitikus vereint beide Linien.
Etan, der Esrachiter ist die Hauptperson in Stefan Heyms Roman Der König David Bericht; er fungiert dort als Verfasser einer im Auftrag Salomos entstandenen Geschichte Davids sowie des Hoheliedes.